# 胡安·甘伯
胡安·甘伯（1877年11月22日—1930年7月30日）， 原名汉斯·马克斯·甘佩尔-海西格（德語：Hans Max Gamper-Haessig），是一位瑞士的足球先驱者、球员和俱乐部主席，他参与创建了巴塞尔足球俱乐部、苏黎世足球俱乐部以及巴塞罗那足球俱乐部。为了纪念他，巴塞罗那足球俱乐部在每个赛季开始前都举办名为甘伯盃的友谊赛。